# 诺基亚E65
诺基亚 E65（Nokia E65）是一款诺基亚生产的E系列手机，是诺基亚商務手機，於2007年第一季上市。

## 外部連結
- 诺基亚 E65 官方版本